# Masrat Zahra
Masrat Zahra (Hawal, 8 de diciembre de 1993) es una fotoperiodista independiente de Srinagar, Jammu y Cachemira. Cubre reportajes sobre el rol de las comunidades locales y de mujeres en la zona del conflicto de Cachemira. Ganó el premio "Anja Niedringhaus Courage" de Fotoperiodismo 2020 de la International Women's Media Foundation y el premio Peter Mackler al Valor y el Periodismo Ético 2020.

## Trayectoria
Masrat Zahra nació el 8 de diciembre de 1993 en Hawal, Jammu y Cachemira, en el seno de una familia musulmana de Cachemira de padre camionero y madre ama de casa. Estudió periodismo en la Universidad Central de Cachemira. Fotografía el conflicto de Cachemira y su trabajo ha aparecido en The Washington Post, The New Humanitarian, TRT World, Al Jazeera, The Caravan, The Sun, The News Arab y The World Weekly. Sufre una resistencia constante constante por su trabajo y su género, ya que parte del reducido grupo de mujeres fotoperiodistas de la región.
En abril de 2018, Zahra fue tachada de informante de la policía después de compartir en su Facebook una imagen de un lugar de encuentro. El 3 de agosto de 2019, antes de la represión en el estado indio de Jammu y Cachemira, le pidieron que presentara trabajos para Journalists Under Fire, una exposición en la ciudad de Nueva York que organizaron United Photo Industries y St Ann's Warehouse en colaboración con Comité para la Protección de los Periodistas. Ese mismo día, una revista francesa se puso en contacto con ella para que realizara trabajos para la revista deportiva Real Kashmir FC. Debido a un corte de comunicaciones que comenzó el 5 de agosto de 2019, estas ofertas no pudieron cumplirse. En abril de 2020, la policía de Jammu y Cachemira nombró a Zahra en un FIR (Informe policial sobre delitos graves, presentado por víctimas o testigos en varios países del sur y sudeste asiático) en virtud de la Ley de Prevención de Actividades Ilícitas, que normalmente se utiliza para perseguir a terroristas. La policía declaró que había informada de que Zahra estaba subiendo "publicaciones antinacionales" a Facebook con "intención delictiva de inducir a la juventud", mientras que ella solo había subido sus fotografías publicadas.  La denuncia fue condenada por 450 activistas y académicos como un caso de persecución a periodistas.

## Reconocimientos
En 2020, Zahra ganó el premio Anja Niedringhaus al Valor en el Fotoperiodismo de la FInternational Women's Media Foundation. Recibió el premio Peter Mackler al Valor y el Periodismo Ético 2020 por contar historias de las mujeres de Cachemira.